# Ридель, Юлия
Юлия Ридель (нем. Julia Riedel; род. 20 января 1989 года) — немецкая шорт-трекистка, двукратная чемпион Европы и серебряная призёр чемпионата Европы.

## Спортивная карьера
Юлия Ридель родилась в городе Дрезден, Германская Демократическая Республика. Тренировалась на базе клуба «Eislauf Verein Dresden». Её первым тренером, который заметил её способности и пригласил на свои тренировки, был Юрген Денхардт, 
Ридель впервые участвовала в Европейских юношеских Олимпийских играх в Шампери 2005 года, где сразу заняла 2-е место на дистанции 1000 м и дважды стала третьей в беге на 500 м и 1500 м. С 2004 по 2008 года она участвовала на юниорских чемпионатах мира, где её лучшим результатом стало 15-е место в общем зачёте. В 2007 году впервые выиграла золотую медаль в эстафете на чемпионате Европы в Шеффилде. Тогда же дебютировала на Кубке мира в Херенвене, заняв 14-е место в беге на 1000 м.
В 2010 году на домашнем чемпионате Европы в Дрездене в составе эстафетной команды она выиграла золотую медаль. В том же году дебютировала на чемпионате мира в Софии и заняла 27-е место в общем зачёте. В сентябре заняла 3-е место на чемпионате Германии, а в январе 2011 года в составе женской команды остановилась на 4-м месте в эстафете. Наконец в 2011 году Ридель удалось выиграть национальный чемпионат в общем зачёте, выиграв дистанции 1000 и 1500 м.
Последняя на начало 2013 года медаль в её активе была получена во время чемпионата Европы в Мальмё. Немецкие шорт-трекистки в эстафете с результатом 4:18.692 заняли 2-е место, уступив первенство спортсменкам из Нидерландов (4:18.569 — 1-е место), но опередив конкуренток из Польши (4:19.794 — 3-е место).
Свой последний сезон 2013/14 годов Ридель завершила чемпионатом Европы, где с командой заняла 6-е место в эстафете и стала 27-й в общем зачёте и в марте на чемпионате мира в Монреале заняла 30-е место в многоборье. Тогда же она завершила карьеру спортсменки.